# Île-de-France Mobilités

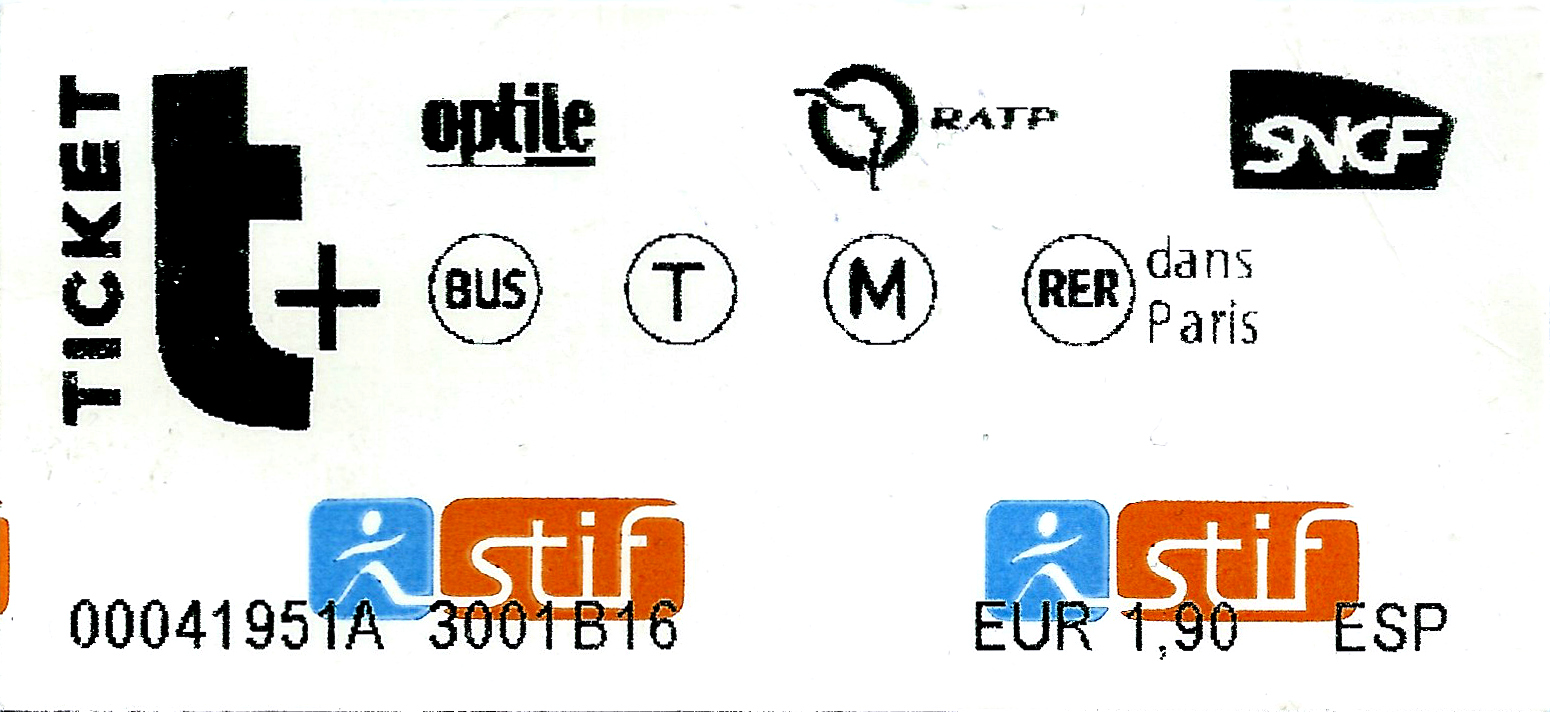
Ein t+-Ticket mit dem STIF-Logo

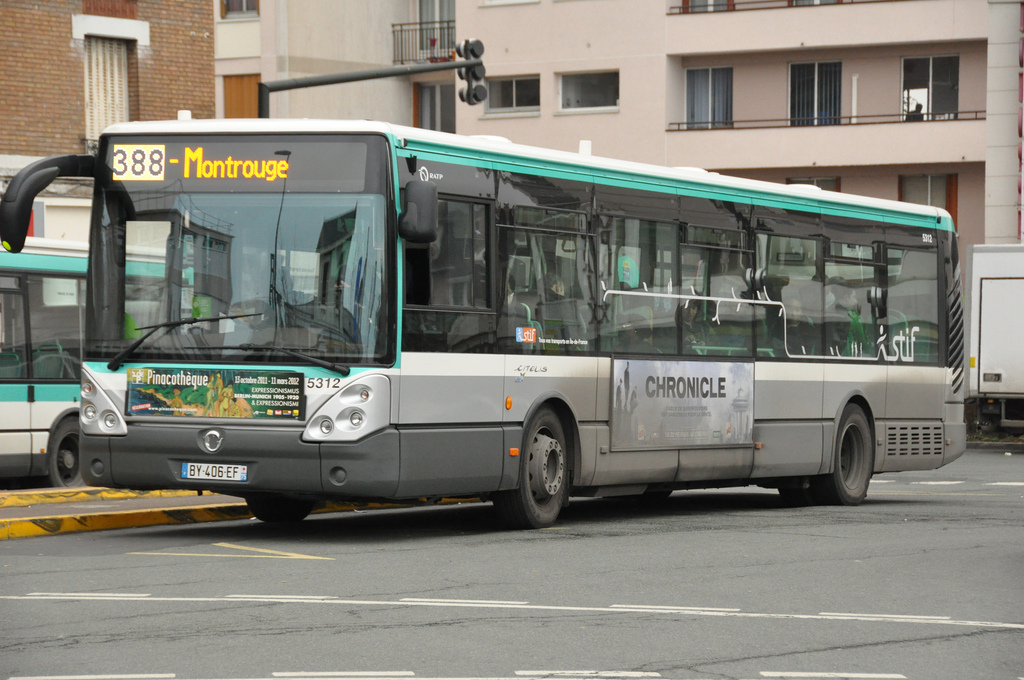
Ein Bus der Irisbus-Baureihe Citelis 12 mit Lackierung in den Farben von RATP/STIF

Île-de-France Mobilités (IdFM) (bis 2017 STIF) ist die für die Planung und Bestellung des ÖPNV im Großraum Paris (Île-de-France) zuständige Behörde, in etwa einem deutschen ÖPNV-Aufgabenträger vergleichbar. Sie organisiert den Nahverkehr in und rund um die französische Hauptstadt und schließt langfristige Verkehrsverträge mit verschiedenen Verkehrsunternehmen wie der RATP, der SNCF und den im Optile-Verband organisierten privaten Omnibusunternehmen.
Die Gesellschaft wurde im Jahr 2000 gegründet. IdFM wird getragen vom Regionalrat der Region Île-de-France und den Départementräten der acht Departements dieser Region: Essonne, Hauts-de-Seine, Paris, Seine-Saint-Denis, Seine-et-Marne, Val-de-Marne, Val-d’Oise und Yvelines.
Bis Juni 2017 hieß die Behörde Syndicat des transports d’Île-de-France (STIF). Die Namensänderung sollte die 2014 um  „Nachhaltige Mobilität“ erweiterte Aufgabenstellung signalisieren; in Gesetzen wurde die Umbenennung erst 2020 vollzogen.

## Aufsichtsrat
Dem Aufsichtsrat gehörten im Jahr 2013 29 Mitglieder an: 15 werden von der Region abgeordnet, 5 von der Stadt Paris. Alle anderen Departements stellen je einen Vertreter. Dazu kommen noch je ein Vertreter der Industrie- und Handelskammer Paris-Ile-de-France und der Vereinigung für interkommunale Zusammenarbeit der Region.

## Das Budget
Jährlich setzt das STIF mehrere Milliarden Euro ein um den Öffentlichen Personennahverkehr der Île-de-France zu verbessern. 2013 standen fast 9 Milliarden Euro zur Verfügung.
Die Gelder kommen von:
- Öffentliche Hand (1,74 Mrd. = 19,4 %; darunter 1,20 Mrd. von den Mitgliedern des STIF) sowie öffentliche Zuschüsse für gesetzlich vorgeschriebene verbilligte Fahrkarten (z. B. für Schüler- und Behindertenbeförderung etc.)
- Versements Transport (3,43 Mrd. = 38,1 %): eine Verkehrsabgabe, die von allen privaten und öffentlichen Betrieben mit mehr als zehn Beschäftigten zu entrichten ist
- Fahrgäste (2,73 Mrd. = 30,4 %): über den Fahrkartenverkauf
- Arbeitgeber (0,85 Mrd. = 9,4 %) Fahrkostenerstattung der Mitarbeiter
- Sonstiges (0,24 Mrd. = 2,7 %)

Die eingesetzten Gelder gehen an:
- RATP für Métro, RER, Straßenbahnen; Omnibusse: 53 %
- SNCF für RER, Nahverkehrszüge, Straßenbahnen: 32 %
- Optile, den Verband für berufliche Personenbeförderung in der Île-de-France: für Busse und Schulbusbeförderung  11 %
- Sonstige: 4 %[4]

## STIF übernimmt Fahrzeuge der RATP
Die Rolle des STIF wurde durch ein Gesetz vom Dezember 2009 (sogenanntes ORTF-Gesetz: La loi relative à l'organisation et à la régulation des transports ferroviaires) mit der Übernahme der Fahrzeuge der RATP (Métro, RER-Züge, Straßenbahnen und Busse) gestärkt. Des Weiteren trägt die STIF bei Erneuerungen der Fahrzeuge 50 % der Kosten. Neuanschaffungen, die durch Streckenverlängerungen notwendig werden, werden vollständig vom STIF getragen.